# Prezidentské volby v Lotyšsku 2011

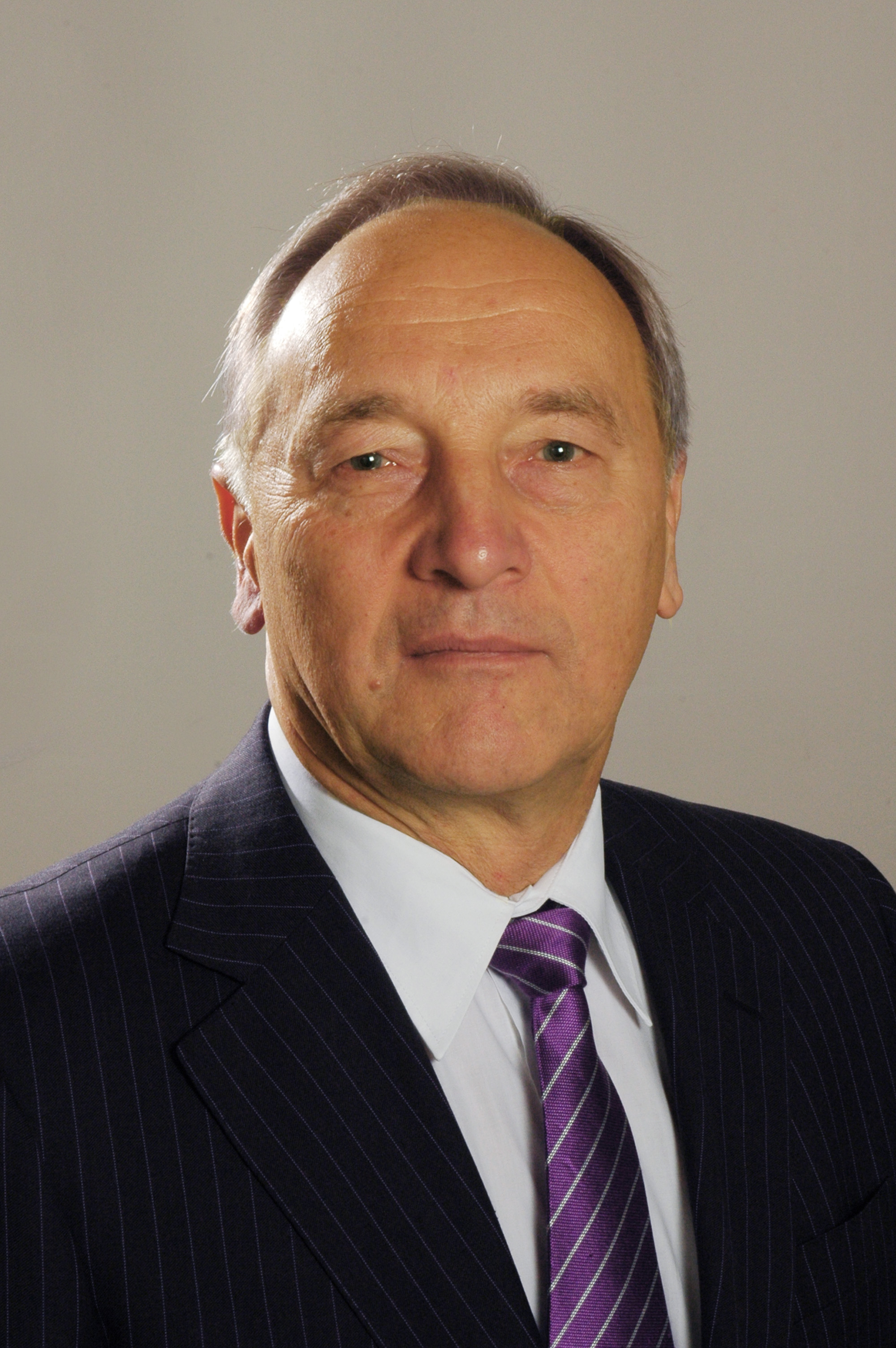
Andris Bērziņš, vítězný kandidát.

Prezidentské volby v Lotyšsku 2011 se uskutečnily 2. června 2011, v nichž byl na čtyřleté období prezidentem zvolen Andris Bērziņš. Jedná se o nepřímou volbu jednokomorovým parlamentem Saeimou se sto zákonodárci, tj. se sto voliteli.

## Průběh voleb
V prvním kole se utkali dva bezpartijní kandidáti – úřadující prezident Valdis Zatlers, který obdržel 43 hlasů pro a 55 proti a poslanec Andris Bērziņš jako nezávislý kandidát Svazu zelených a rolníků, kterého někteří členové Svazu nominovali pouze dva dny před vypršením lhůty, ačkoli se předpokládalo, že Svaz bude podporovat znovuzvolení Zatlerse. Bērziņš získal 50 hlasů zákonodárců a 48 z nich bylo proti. Celkem se započítalo 99 hlasů, jeden byl neplatný. V prvním kole tak nebyl nikdo zvolen.
Druhé kolo se uskutečnilo ve stejný den. Pro Berzinše hlasovala nadpoloviční většina 53 poslanců a 44 proti, čímž byl zvolen prezidentem státu. Zatlers získal 41 hlasů pro a 56 proti.
Volba se konala ve vypjaté situaci mezi parlamentem a prezidentem Zatlersem, který na 23. července 2011 vyhlásil referendum o rozpuštění parlamentu. Důvodem k tomuto kroku bylo prezidentovo obvinění zákonodárného sboru, že blokuje trestní stíhání svých kolegů podezřelých z korupce. Ekonomický deník E15 uvedl, že Berziňš byl faktickým kandidátem vlivných podnikatelů, tzv. oligarchů. V referendu se drtivá většina voličů vyslovila pro rozpuštění parlamentu.